# 968
Năm 968 là một năm trong lịch Julius.

## Sự kiện
Đinh Bộ Lĩnh dẹp loạn 12 sứ quân và lên ngôi hoàng đế hiệu là Đinh Tiên Hoàng